# (9654) Seitennokai
(9654) Seitennokai est un astéroïde de la ceinture principale.

## Description
(9654) Seitennokai est un astéroïde de la ceinture principale. Il fut découvert le 13 janvier 1996 à Oizumi par Takao Kobayashi. Il présente une orbite caractérisée par un demi-grand axe de 2,34 UA, une excentricité de 0,17 et une inclinaison de 1,1° par rapport à l'écliptique.

## Compléments